# 정맥관
태아에서 정맥관(靜脈管, ductus venosus)은 배꼽정맥의 일부 혈액을 직접 아래대정맥으로 연결하는 우회로이다. 따라서 산소가 풍부한 혈액이 태반으로부터 나와 간을 우회하여 흐르게 된다. 동물 실험에서 배꼽정맥 혈액 중 50%가 간을 우회하는 것과 비교했을 때, 생리적인 조건의 사람 태아에서 간을 우회하는 혈액의 비율은 그보다는 상당히 적어 발생 20주에서는 30%, 32주에는 18%로 감소한다. 이는 이전에 알려진 것보다 태아의 간이 빠르게 발달한다는 것을 시사한다. 다른 태아에서의 우회로인 타원구멍이나 동맥관과 함께, 정맥관은 산소가 풍부한 혈액이 태아의 뇌로 우선 흘러갈 수 있게 하는 데에 중요한 역할을 한다. 태아 순환의 일부이다. 율리우스 카이사르 아란치의 이름에서 따와 아란티우스관(Arantius' duct)이라고도 한다.

## 구조
태아에서 배꼽정맥의 혈액은 배꼽정맥에서 왼쪽 간문맥을 거쳐 정맥관을 지난 뒤 아래대정맥으로 들어가 결국 우심방에 이른다. 이러한 해부학적 경로는 신생아에서 정맥의 카테터 삽입이 잘 되었는지 평가하는 데에 중요하다. 왜냐하면 카테터가 정맥관에서 잘못 들어가면 왼쪽이나 오른쪽 간문맥을 거쳐 간에 잘못 삽입될 수 있기 때문이다. 이런 잘못된 카테터 삽입으로 인해 합병증으로 간에 혈종이나 농양이 생길 수 있다.

## 출생 이후 폐쇄
정맥관은 출생 직후에는 열려 있기 때문에 배꼽정맥을 통해 카테터를 삽입할 수 있다. 이후 정상적으로 태어난 아기의 경우 출생 1주가 되었을 때 자연적으로 정맥관이 폐쇄된다. 그러나 미숙아의 경우 정맥관이 폐쇄되는 데에 훨씬 긴 시간이 걸린다. 기능적인 폐쇄는 출생 이후 몇 분 만에 이루어지고, 구조적인 폐쇄의 경우 정상적으로 태어난 아기에서 3 ~ 7일이 걸린다. 폐쇄된 정맥관은 정맥관인대로 남게 된다.

정맥관이 출생 이후에 닫히는 데에 실패한다면 열린 채로 남게 되어 정맥관 개존증(patent ductus venosus)이 생기게 된다. 정맥관 개존증으로 인해 간내(intrahepatic) 간문맥전신단락증(PSS)이 발생한다. 아이리시 울프하운드와 같은 일부 개 품종에서는 정맥관 개존증이 유전병으로 나타난다. 미숙아에서는 정맥관이 늦게 닫히는데, 동맥관의 폐쇄나 신생아의 다른 질환과 중대한 관련이 있지는 않다. 혈관을 이완시키는 프로스타글란딘이 증가하여 혈관 폐쇄가 늦어지는 것으로 여겨진다.